# 基奧塔 (愛荷華州)
基奧塔（英語：Keota）是一個位於美國愛荷華州基奧卡克縣與華盛頓縣的城市。

## 地理
基奧塔的座標為41°21′53″N 91°57′16″W / 41.36472°N 91.95444°W，而該地的平均海拔高度為243米（即797英尺）。

## 人口
根據2010年美國人口普查的數據，基奧塔的面積為1.63平方千米，當中陸地面積為1.63平方千米，而水域面積為0.00平方千米。當地共有人口1009人，而人口密度為每平方千米619人。